# ВНИПИЭТ

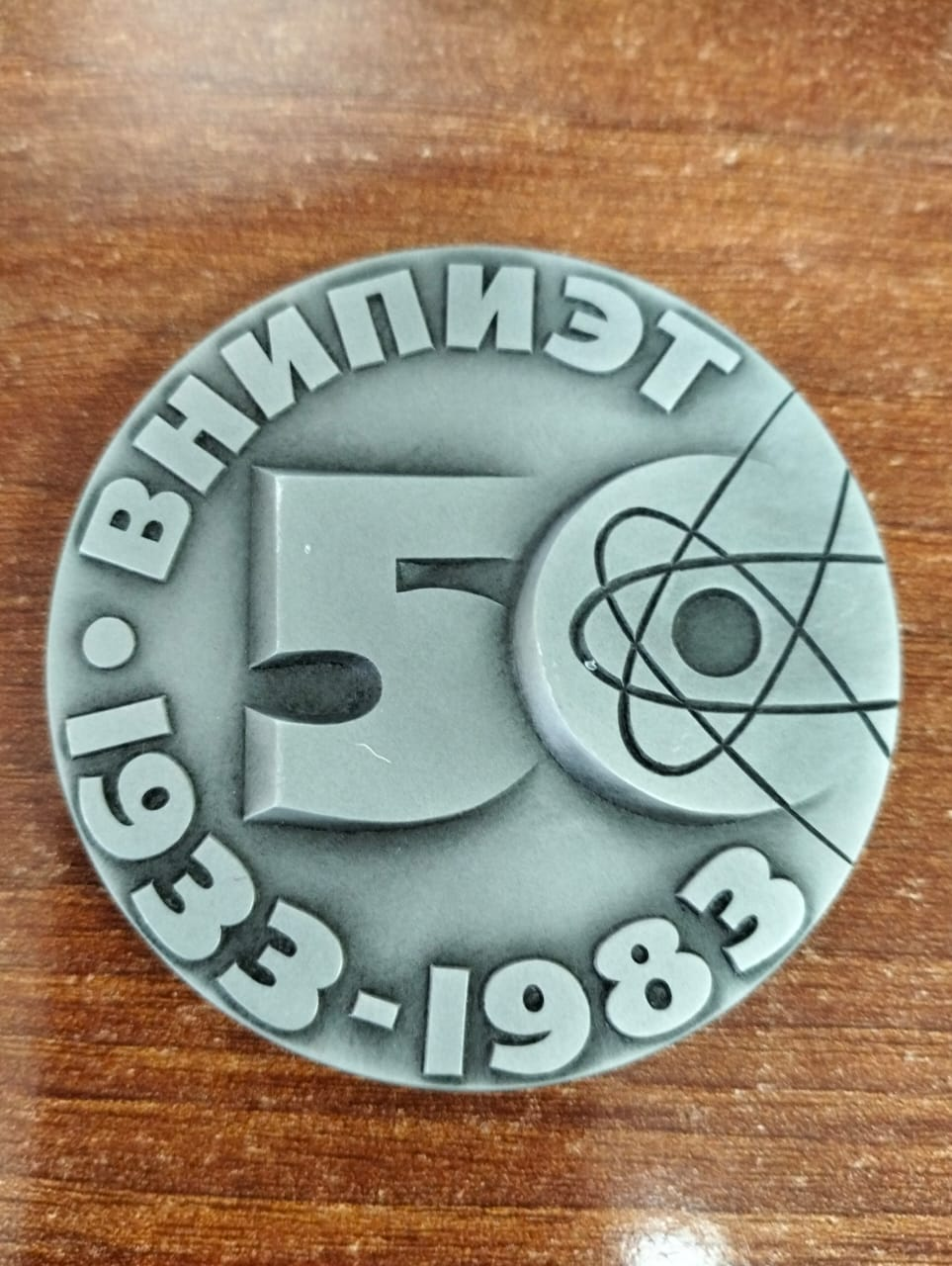
памятная медаль к пятидесятилетию основания института

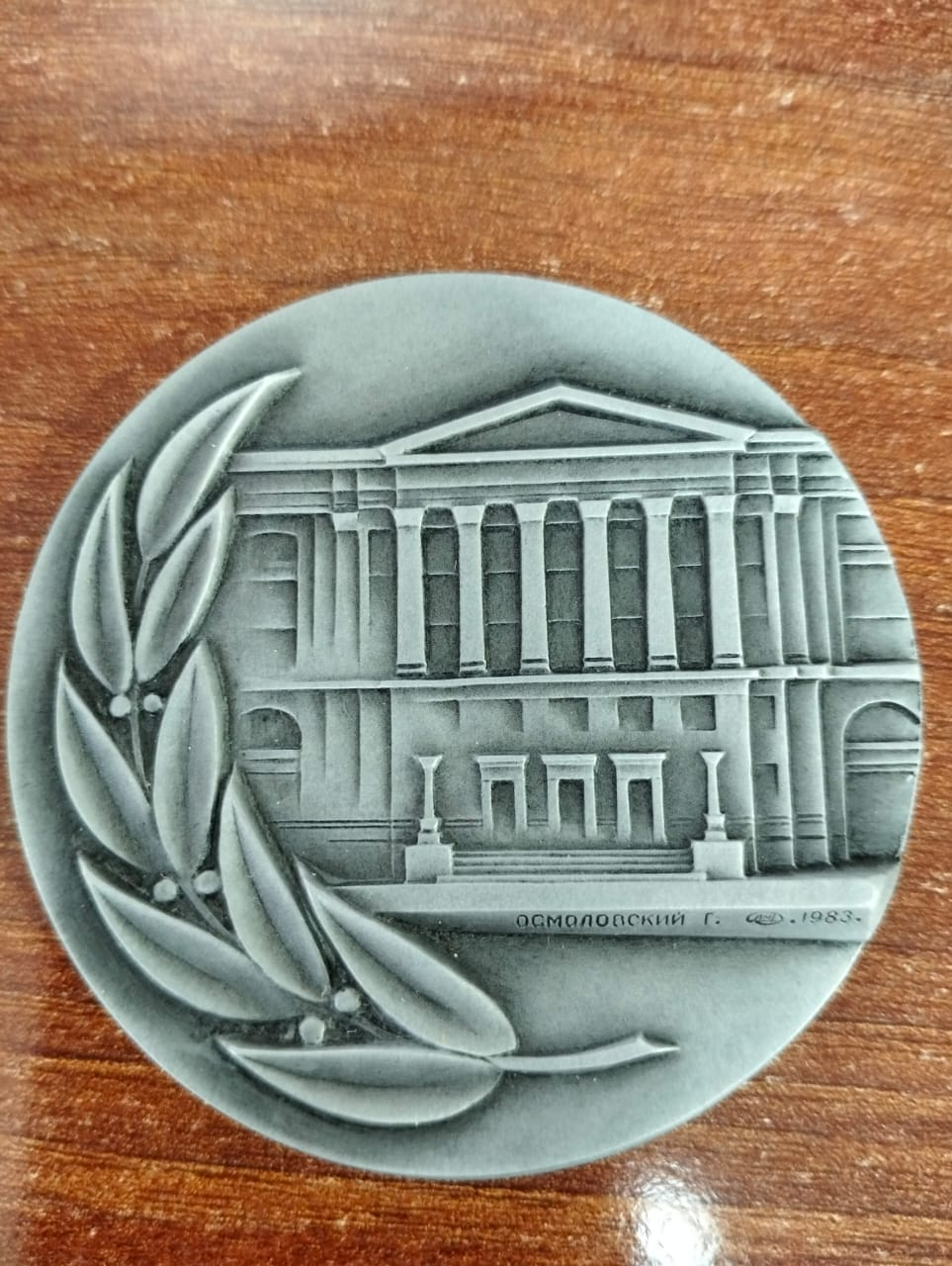
реверс памятной медали

ОАО «Головной институт „ВНИПИЭТ“» — российская многопрофильная организация, выполняющая работы по проектированию объектов ядерного оружейного комплекса, атомной промышленности и энергетики.
Полное именование — Открытое акционерное общество «Восточно-Европейский головной научно-исследовательский и проектный институт энергетических технологий», сокращённо ОАО "ГИ «ВНИПИЭТ». Правопреемник Федерального государственного унитарного предприятия «Головной институт „Всероссийский проектный и научно-исследовательский институт комплексной энергетической технологии“».
В 2014 году решением единственного акционера — АО «Атомэнергопром» — институт был объединён с Санкт-Петербургским «Атомэнергопроектом» («СПбАЭП») в новое предприятие, получившее название Атомпроект.

## Основные виды деятельности
- Проектирование промышленных объектов;
- комплексный инжиниринг;
- научные исследования;
- разработка технологий;
- конструирование нестандартизованного оборудования и изготовление опытных и серийных партий изделий и приборов в области использования атомной энергии, ядерной и радиационной безопасности и иных инновационных сферах производственной деятельности;
- научные исследования и разработки в области естественных и технических наук.

## История
Основан 21 октября 1933 года, первое название — Специальное проектное бюро «Двигательстрой».
До 1940-х годов институт являлся генеральным проектировщиком большинства объектов оборонной промышленности страны.
В последующие годы основным направлением работы института стало проектирование объектов в области атомной промышленности, в том числе для зарубежных стран.
Наиболее значимые разработки предприятия: первые в СССР исследовательский и промышленный реакторы, заводы по обогащению урана, предприятия по переработке топлива промышленных реакторов, первая в мире атомная электростанция в г. Обнинске.
ВНИПИЭТ, входившим в состав Минсредмаша СССР, на правах субподрядчика в 1970 году разработан проект, включая рабочее проектирование, реакторного отделения первой очереди Чернобыльской АЭС с энергоблоками, оборудованными реакторами РБМК-1000.
В 1986 году под руководством генерального директора ВНИПИЭТ Владимира Александровича Курносова разработан проект «Укрытие» разрушенного четвёртого энергоблока Чернобыльской АЭС.
Кроме того институтом были созданы комплексы радиохимических и электрохимических лабораторий и исследовательские установки с атомными реакторами различного назначения в Египте, Германии, Польше, Чехословакии, Югославии, Венгрии, Румынии и других странах, а также заводы по разделению изотопов урана в Китае.
За заслуги в создании ядерного потенциала страны в 1962 году институт награждён орденом Ленина, а в 1983 году — орденом Трудового Красного Знамени.
В 1986 году руководство институтом осуществляли:
и.о.директора - В.М.Седов
секретарь партийного комитета - В.М.Майстат
председатель профсоюзного комитета - В.А.Трофимов